# Trifolium michelianum
Trifolium michelianum es una planta fanerógama y herbácea perteneciente a la familia de las fabáceas o leguminosas, género trifolium. Es originaria de la zona mediterránea, en concreto de Turquía. También se la conoce como trébol balansa.

## Descripción
Es una planta herbácea anual, semierecta o postrada. Su tallo es grueso y hueco(30-110 mm), palatable y con un valor alimenticio bueno. Sus hojas son alternas, pecioladas, compuestas trifoliadas, glabras y de margen aserrado y con marcas típicas de la especie, pero debido a su polinización cruzada, éstas pueden variar. Sus estípulas son triangular-acuminadas. El peciolo de las hojas mide en torno a 140 mm y los foliolos 20 x 32 mm.
Las inflorescencias miden de 17-32 mm de diámetro y la infrutescencia de 25 a 30 mm. Son Umbeliformes, hemisféricas o cónicas, pedunculares, axilares. Las flores son las típicas de leguminosas, hermafroditas, zigonomorfas, heteroclamídeas, inflorescencia en racimo, su corola rosadas o blancas. El fruto es seco, dehiscente (legumbre), de color variable (amarillo, pardo o negro), y produce 1.400.000 Ud/kg, son semillas muy pequeñas –entre 0,5-1,2 mm y 0,314-0,933 mg-.

## Origen, distribución y adaptación
Su origen es Mediterráneo, en concreto de Turquía. La zona de adaptación es clima mediterráneo de semiárido a húmedo, en secano, como Chile, Australia, Italia, España (Rioja, León, Galicia, Salamanca, Extremadura, Huelva, Madrid) y Portugal.

## Requerimientos
Sus requerimientos pluviométricos son menores de 450 mm anuales, podría vivir en un rango entre 350 y 750 mm, soporta bien los posibles encharcamientos durante la época invernal (desarrollando aerénquimas en sus raíces, y raíces adventicias).
Las temperaturas óptimas observadas en campo sugieren un crecimiento adecuado y más rápido en el rango 20-25 °C, tolera hasta -6 °C
Suelo: las condiciones óptimas de crecimiento son una profundidad de suelo entre 0,25-0,4 m, textura franco-arcillosa, de pH neutro o ligeramente ácido o básico (6,6-7,3), no soporta los muy ácidos o muy alcalinos, tampoco las texturas arenosas, donde no se desarrolla bien. Soporta moderadamente la salinidad. Dentro de esas consideraciones la planta podría desarrollarse en suelos limo-arenosos y limo-arcillosos-arenosas, con pH de 5,5 a 8,5

## Agronomía y manejo
La siembra debe realizarse a principios del otoño, en el hemisferio norte a mediados de octubre y en hemisferio sur no más allá de mayo. Si la planta va a ser sembrada en una zona donde nunca antes hubo esta especie, ni trébol subterráneo, es necesario realizar un inóculo con Rhizobium leguminosarum biovar. trifolii, inoculante específico
La dosis de siembra no será inferior a 3 kg/ha, la profundidad 1 cm.
La germinación se produce en otoño, el crecimiento se produce entre finales del invierno y principio de la primavera, en verano la planta termina su ciclo. La floración se produce a finales de marzo.
No compite bien con malas hierbas, sobre todo en las primeras etapas de la planta. Es común que en el primer año se permita el pastoreo, tras la emergencia, de esta forma se ayuda a controlar las malas hierbas. No se deberá permitir el pastoreo en la época de floración durante los primeros años, para permitir crear un buen banco de semillas, una vez haya madurado el fruto es importante pastorear para diseminar las semillas.
Es aconsejable conocer la situación del suelo y en caso de déficit de fósforo, potasio, azufre o Boro realizar la correspondiente fertilización.

## Mezclas
Con Falaris, Ballica, y Festuca, también con Trébol subterráneo  Alfalfa medicago sativa, raigrás lolium multiflorum y rigidum

## Usos y aprovechamientos
Se utiliza principalmente para pastos, heno y ensilaje. Presenta una muy buena calidad como forraje en primavera y produce una gran cantidad de semillas.
Los rendimientos de forraje 5-6 t/ha en secano y entre 7-8 t/ha en regadío, los rendimientos más altos se consiguen con variedades tempranas.
Digestibilidad 76-82 %, con un contenido de 14-18 % de proteína cruda
Los valores antinutritivos: Tiene niveles bajos de la Isoflavona, que no son considerados suficientes para problemas de fertilidad, como si parece que sucede con otros Trifolium. Pueden causar problemas de inflamaciones (gases), como otras leguminosas, en ganado, sobre todo en ganado vacuno.

## Variedades
- Frontier: es la más precoz, desarrollada en Australia (Instituto SARDI) a partir de 20 líneas de la variedad Paradana. 95% de semilla dura, floración precoz 126 días tras la siembra. Más precoz que Paradana y bastante más que Bolta. Los requerimientos de precipitación están entre 450 y 600 mm. Permite mezclas con T subterráneo o hualputra.

- Paradana: precocidad intermedia, floración 136 días tras la siembra, porcentaje de semilla dura en torno al 80 %, adaptado a rangos de precipitación en torno a 600-800 mm. Mezclas posibles con otras pratenses que soporten el anegamiento –trébol subterráneo y persa-.

- Bolta: Es una de las más tardías, florece 146 días tras la siembra, puede producirse en zonas donde la precipitación es superior a 700 mm y donde hay posibilidad de riego. Tiene una producción de alta calidad a principios de verano. Puede mezclarse con especies similares a las que permite Paradana.[10]

## Usos alternativos
Para praderas en jardinería y como fuente de N en otros cultivos. Apta para la explotación apícola, resulta atractiva a las abejas, que producen una miel clara.

## Taxonomía
Trifolium michelianum fue descrita por Gaetano Savi y publicado en Flora Pisana 2: 159. 1798.
Citología
Número de cromosomas de Trifolium michelianum (Fam. Leguminosae) y táxones infraespecíficos: 2n=16
Etimología
Trifolium: nombre genérico derivado del latín que significa "con tres hojas".
michelianum: epíteto
Sinonimia
var. balansae (Boiss.) Azn.
- Trifolium balansae Boiss.

var. michelianum Savi
- Trifolium macropodum Guss.[14]

## Nombre común
- Castellano:  trébol.[15]